# Rodiezmo de la Tercia
Rodiezmo de la Tercia es una localidad española perteneciente al municipio de Villamanín, en la provincia de León, comunidad autónoma de Castilla y León. Está situada en el margen izquierdo, sentido Asturias, de la carretera N-630.

## Geografía
Está situado en la comarca de la Tercia del Camino, a 1168 m de altitud, en una amplia vega rodeada de montañas (Valdiagustín, El Rubio, Las Coladillas), pero siendo la más conocida y famosa la sierra de Peñalaza.
Dista 49 km de León, 12 km del Principado de Asturias, por el Puerto de Pajares, y 2,5 km de Villamanín.
Las aguas del río Rodiezmo surcan sus tierras, aprovechándose para el regadío de las mismas.

### Clima
Se podría catalogar del tipo mediterráneo templado frío. Con una temperatura media anual que oscila entre los 4° y los 8 °C. Precipitaciones anuales cercanas a los 1700 mm. La primavera es corta, así como el verano, donde se puede llegar a superar los 30 °C. El otoño es largo y bastante agradable y en cuanto al invierno, también es largo, pero riguroso y muy frío, con intensas nevadas, y grandes heladas, sobre todo en el mes de enero, con temperaturas extremas que pueden bajar el mercurio y la temperatura hasta los -20 °C, o incluso en inviernos muy crudos, hasta los -30 °C.

## Historia
Fue sede del ayuntamiento hasta la Guerra Civil, y a partir de esa época y hasta los años 1970 compartió dicha condición con Villamanín, usándose el término de Ayuntamiento de Rodiezmo-Villamanín.
A partir de dicha fecha, el ayuntamiento se trasladó a este último pueblo al estar más cerca de la carretera general y de la vía del ferrocarril, y haber crecido considerablemente, tanto en población como en servicios.
Rodiezmo se fue despoblando poco a poco ya que muchos de sus habitantes buscaron mejores condiciones de vida en ciudades como Oviedo, Gijón, León, Barcelona o Madrid, así como en México. Baste comentar, como anécdota, que en 2001 una reunión de emigrantes de Rodiezmo y sus descendientes en la sede de Agrupación Leonesa de México, en la Ciudad de México, reunió alrededor de 300 personas.
En la actualidad tiene muy pocos vecinos durante todo el año, aunque aumente la población del pueblo en momentos puntuales, como puede ser el verano. Según el último censo efectuado por el INE en 2007, eran residentes habituales durante el año un total de 123 personas, repartidos casi de forma equitativa entre hombres y mujeres (60-63).
Durante muchos años, sobre todo en la época comprendida entre los años 1960 y 1980, mineros de los pueblos asentados en la cuenca del río Caudal, como era el caso de Mieres, Ujo, Turón y Pola de Lena, alquilaban casas para pasar temporadas en el pueblo al objeto de poder recuperarse, o al menos paliar en lo posible, al ser un clima mucho más seco que el de Asturias, los efectos de la silicosis, enfermedad típica de quienes trabajan en las minas. 
Se divide en varios barrios, como pueden ser la Collada, la Batentera, la Bajera o el Coladillo, y los nativos del pueblo son conocidos como curticeros, o corteceros, entre el resto de los habitantes de la comarca.
El pinar de Rodiezmo acoge cada primer domingo de septiembre, y lo lleva haciendo desde hace 29 años, la Fiesta Minera Asturleonesa organizada por el SOMA-FIA-UGT, que consigue congregar en torno a las máximas figuras del PSOE y de la organización sindical, a más de 30 000 personas deseosas de escuchar a los políticos y a los responsables sindicales vinculados al sector minero.
Desde 1979, en que por primera vez la campa de este bonito pueblo de la montaña leonesa acogió este encuentro lúdico-político, sólo dos ocasiones no se celebró esta tradicional fiesta. La primera fue en 1995 como señal de luto por el fallecimiento de 14 mineros en las minas de Asturias y la segunda, en 2013 por las divisiones internas en el sindicato, problemas económicos de este y el desánimo en el sector, por las negras perspectivas que se avecinan.
Con el paso de los años, la Fiesta minera ha adquirido una gran relevancia puesto que en ella se dan cita personalidades de la talla del exvicepresidente del Gobierno y presidente de la Fundación Pablo Iglesias, Alfonso Guerra; el presidente del Principado de Asturias, Vicente Álvarez Areces; el secretario general de UGT, Cándido Méndez, y los máximos responsables de SOMA-FIA-UGT, además de destacados representantes del PSOE, como el secretario regional, Ángel Villalba.
Perteneció al antiguo Concejo de la Tercia del Camino.

## Demografía
| Gráfica de evolución demográfica de Rodiezmo entre 1842 y 1970 |
| |
| Población de derecho según los censos de población del INE Población de hecho según los censos de población del INE Entre el censo de 1981 y el anterior este municipio desaparece porque cambia de nombre y de código por Villamanín |

## Economía
En los alrededores del pueblo hubo en su día varias explotaciones mineras. Los Fontanales y La Mina, que explotaban carbón. En Solcastillo, La Malena, Las Hoces de Chamera y Valdiagustín había explotaciones de barita y una de cobre y cobalto en Peñalaza. Pero todas ellas han sido abandonadas desde hace años.
Sus vecinos se dedicaron durante años a la agricultura y a la ganadería principalmente, pero poco a poco fueron abandonando estas actividades para trabajar por cuenta ajena, sobre todo en la minería.
En la actualidad la mayoría de los habitantes del pueblo trabajan en sectores ajenos a la ganadería, aunque los pocos ganaderos que quedan lo hacen con explotaciones de tamaño considerable, tanto de ganado vacuno como ovino.

## Cultura

### Patrimonio

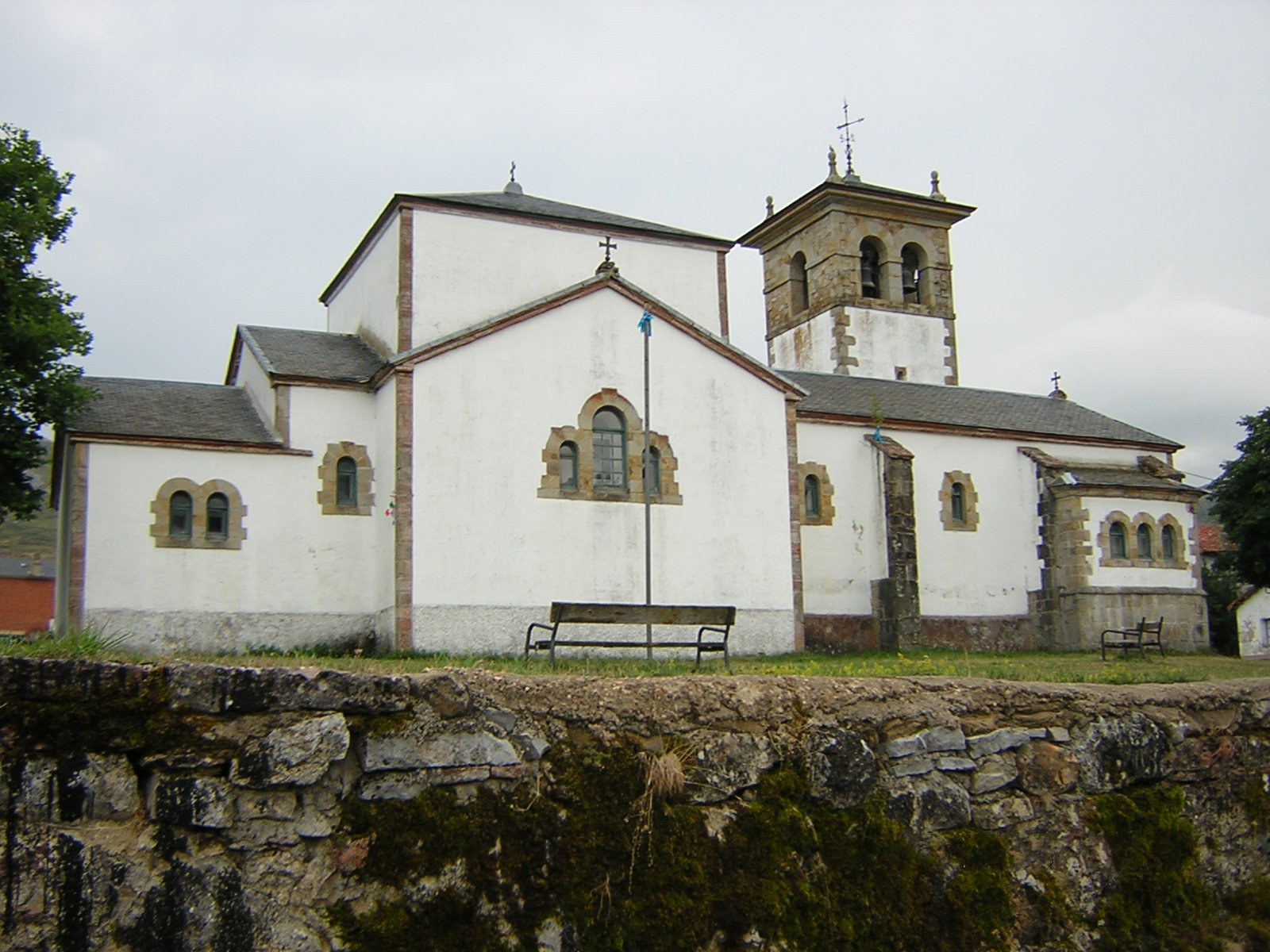
Iglesia

Destaca sobre todo su iglesia parroquial, de estilo románico popular con forma de cruz latina, que fue construida en los años 1920 y que aún conserva un hermoso retablo y algunas tallas de valor. Esta iglesia terminada en 1928 fue auspiciada por algunos de los primeros emigrantes hacia México (Julián Bayón García, Venancio Castañón Bayón y Gabriel Bayón).
En el camino que va al pueblo de Buiza, que se puede considerar como parte del Camino de Santiago Real, se erigió una cruz que recibe el nombre de Cruz de la Salve; y siguiendo por dicha senda, que en realidad fue una calzada medieval, tras superar el alto de San Antón, se pueden contemplar aún los restos de un antiguo convento o cenobio benedictino. Era, junto con la de Arbas del Puerto, la última hospedería que servía de punto de auxilio y cobijo a los peregrinos y a los caminantes que hacían la ruta jacobea hacia Asturias. 
En La Malena, hubo un antiguo poblamiento, cuyo final, según cuenta la leyenda, se debió al envenenamiento de sus habitantes con el "pan de las ánimas", que era tradición preparar para el día de los difuntos. En aquella época, era habitual que el pan se hiciera en la panadería del propio pueblo y, siempre según la leyenda, en la masa que se elaboró para aquel día, cayó una salamandra, envenenando el pan y falleciendo todos los habitantes. Eso es lo que cuenta la tradición hablada, que no escrita, puesto que no hay registros en papel al respecto.
Existió un puente medieval, de tipo lomo de asno, que fue derribado en los años 1950, más concretamente en 1957, siendo sustituido por el que existe en la actualidad.

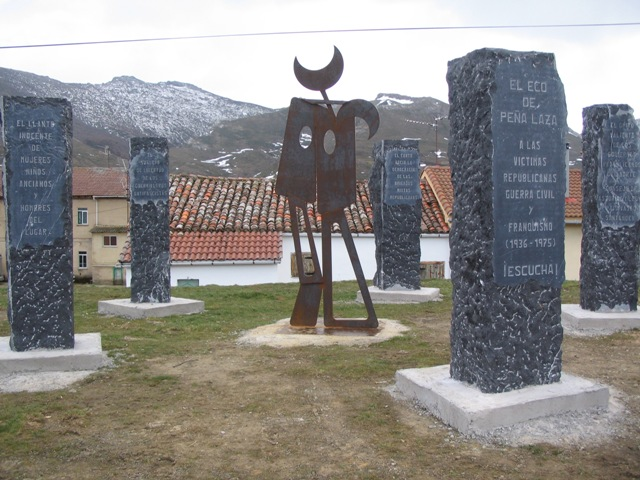
Monumento a las víctimas de la Guerra Civil y el Franquismo

En el mes de marzo de 2007 se ha erigido, auspiciado por el interés de la Agrupación Grajero de León, un conjunto escultórico con el fin de rendir un homenaje a las mujeres y a los hombres asesinados durante la guerra civil española, y posteriormente durante la dictadura franquista, en la montaña central leonesa, con inclusión de todos los que fueron ejecutados en las montañas de Peñalaza, también conocidas como Peña Laza. 
El monumento escultórico está compuesto por cinco piedras, orientadas hacia Peña Laza, con inscripciones originales de Nuria Rubial y que abrazan una escultura obra de Nuria Ibáñez. Todo el proyecto ha sido diseñado por Julían Morante.

### Folclore y costumbres
La festividad local es el día 29 de junio, San Pedro.
Era tradición celebrar fiestas que eran exclusivas de la propia localidad, como era el caso de los tafarrones y los pelegrines.
También se solía celebrar, de forma anual, una Fiesta Minera.
Tafarrones
Los tafarrones era una fiesta que se celebró hasta los años 1960 en el pueblo.
Los personajes principales eran el tafarrón grande, la güela, el güelo, el barbero, la barbera y el mariquita, formando todos ellos la comparsa. Iban todos ellos disfrazados. El mariquita era un chico vestido de chica, con ademanes afeminados que echaba perfume a los mozos y las mozas del pueblo a cambio de una propina. El güelo y la güela vestían sayas de saco, golpeando el primero la enorme chepa de la güela. El tafarrón grande llevaba una careta de la que sobresalía un espolón a modo de cuerno, así como tres cencerros que hacía sonar de continuo. Los barberos llevaban atuendos propios de su profesión y hacían el simulacro de afeitar, por las buenas o por las malas.
La fiesta empezaba a primeras horas del día con la comparsa recorriendo el pueblo y haciendo sonar las campanas hasta la hora de la misa. A la hora de comer se dirigían a cualquier casa del pueblo, menos a la suya, donde eran invitados y al oscurecer llegaba el momento del baile, donde acababan los ritos con el inventario de las propinas recibidas que servían para fiestas y cenas durante la siguiente semana.
Se intentó recuperar la tradición en los años 1980 por alguno de los vecinos del pueblo, pero al no haber el suficiente apoyo, quedó de nuevo en el olvido.
No se conoce la existencia de soporte escrito de esta fiesta, manteniéndose únicamente la tradición oral sobre la misma y alguna fotografía en poder de nativos del lugar.
Aparece en un artículo publicado en la revista del Instituto de Estudios Argollanos Los Argüellos Leoneses.

### Gastronomía
Son típicos y tradicionales todos los productos relacionados con la matanza, destacando por su sabor la cecina y las morcillas, estas últimas tanto frías como cocidas.